# 27420 Shontobegay
27420 Shontobegay este o planetă minoră (asteroid), cu un diametru de 7,238 km, din centura de asteroizi. A fost descoperită pe 12 martie 2000 la Stația Anderson Mesa de Lowell Observatory Near-Earth-Object Search și a fost numită după Shonto Begay⁠(d). 
Obiectul prezintă o orbită caracterizată de o semiaxă mare de 2,5651583 UAi, o excentricitate de 0,07, o înclinație de 9,66127 ° în raport cu ecliptica.